# Ranoidea cyclorhynchus
Ranoidea cyclorhynchus is een kikker uit de familie Pelodryadidae. De soort werd lange tijd tot de familie boomkikkers (Hylidae) en het geslacht Litoria gerekend. In de literatuur wordt daarom vaak de verouderde situatie vermeld. De soort werd voor het eerst wetenschappelijk beschreven door George Albert Boulenger in 1882. Oorspronkelijk werd de wetenschappelijke naam Litoria punctata gebruikt. De soort wordt in andere taler wel zaagkikker genoemd, omdat de paarroep van de mannetjes lijkt op het geluid van het doorzagen van een plank.

## Uiterlijke kenmerken
Deze boomkikker wordt tot 8 centimeter lang en is te herkennen aan de uniforme, meestal lichtbruine tot -grijze basiskleur en de fel afstekende, ronde groene vlekken over het hele lichaam. De binnenzijde van de dijen is gitzwart met knalgele vlekken die dienen als schrikkleur. De groene vlekken steken nog eens extra af, doordat ze dun geel omzoomd zijn, maar er is variatie mogelijk waarbij de vlekken soms wat vager zijn. De pupil is horizontaal en de ogen zijn oranje met een langwerpige, groene oogvlek achter het oog tot in de nek. De boomkikker is veel fijner gebouwd dan de koraalteenboomkikker (Ranoidea coerulea) en de kop is platter.

## Voorkomen en habitat
De kikker leeft langs de zuidkust van westelijk Australië, waar hij meestal in permanente poelen en meren te vinden is. Het liefst zoeken ze een brede rietkraag om zich in te kunnen verschuilen. Het voedsel bestaat uit kleine ongewervelden zoals insecten maar ook de eigen kikkervisjes zijn niet veilig. Ranoidea cyclorhynchus is niet heel erg aan water gebonden en leeft in bomen, al gaat de kikker nooit ver uit de buurt van het water. Meestal is hij te vinden in takken direct boven een beekje of bron, hoewel ook weleens op de bodem gejaagd wordt.